# Chlorota caucana
Chlorota caucana är en skalbaggsart som beskrevs av Ohaus 1905. Chlorota caucana ingår i släktet Chlorota och familjen Rutelidae. Inga underarter finns listade i Catalogue of Life.